# 长叶腺萼木
长叶腺萼木（学名：Mycetia longifolia）为茜草科腺萼木属下的一个种。

## 扩展阅读
- 維基物種上的相關：长叶腺萼木